# Marco Gallesi
Marco Gallesi (Torino, 1954) è un musicista e scrittore italiano.
Inizia giovanissimo gli studi musicali classici. All'inizio degli anni settanta si avvicina al jazz e al rock e registra il suo primo album Tilt con la Rock-Jazz band Arti e Mestieri. Con questa formazione svolge intensa attività concertistica e registra per la CRAMPS Records gli album Giro di valzer per domani e Quinto stato.
Fuoriuscito dagli Arti e Mestieri, forma con Giorgio Diaferia e Marco Cimino la band Esagono, progetto fortemente influenzato dalle sonorità di Joe Zawinul e Wayne Shorter. Esagono riunisce alcuni musicisti emergenti torinesi quali: Flavio Boltro, Claudio Montafia, Enrico Cresci, Aldo Rindone, Claudio Bonadè, Massimo Artiglia.
Il gruppo registra un unico album (Vicolo).
Compositore, arrangiatore e autore, lavora in studio e live con musicisti italiani e stranieri. Agli inizi degli anni ottanta si esibisce con il percussionista brasiliano Dom Um Romao (Weather Report) durante la sua permanenza in Italia.
Dal 1992 al 1996 svolge attività di arrangiatore e produttore rivolta principalmente alla ricerca di nuovi talenti.
Nel 1998 fa parte della "reunion" degli arti & Mestieri con cui registra l'inedito Murales e il live "2000".
Nel 2005 pubblica il suo CD solista Riff.
Nel 2008 Gallesi, Cimino e Diaferia con l'inserimento di Diego Mascherpa riformano
la band Esagono che presenta l'inedito APOCALYPSO promosso in un tour internazionale che porta la band
ad esibirsi in Giappone.
Il 2008 vede anche l'esordio di Gallesi come scrittore con il noir "QUARTO DI LUNA", a cui segue nel 2009 "COME DOVEVA ANDARE SECONDO ROAR", entrambi editi da SBC edizioni. Attualmente Gallesi prosegue la sua attività di scrittore, con l'imminente pubblicazione di un nuovo libro.

## Discografia
- Tilt (Immagini per un orecchio) - ( Arti&Mestieri Cramps ‘74)
- Giro di valzer per domani - (Arti&Mestieri Cramps '75)
- VICOLO - (Esagono Mu ‘78)
- Quinto stato - (Arti& Mestieri Cramps '79)
- DEPARTURE - (Cast Poligram ‘85)
- SAUAQUE' - (Macalè Rumors ‘94)
- YNSAJIA - (Well we ever learn Emi '95)
- ORDALIA - (xxx Rumors ‘95)
- GIUDITTA - (Vincenzo Corino Rumors ‘96)
- LA MIA VITA NON È QUI - (Cristiano Parato ‘99)
- Murales - (Arti&Mestieri Electromantic 2000)
- FURIOSAMENTE - (Furio Chirico Electromantic2002)
- Articollezione - (Arti&Mestieri Electromatic2002)
- ARTI&MESTIERI LIVE 2000 - (Electromantic 2003)
- ANIMA DENTRO - (Cristiano Parato 2004)
- RIFF - (Marco Gallesi Electromantic 2004)
- BATIK - (Paolo Ricca Electromantic 2006)
- FATHER TO SON - (Furio Chirico & friends Electromantic 2008)
- APOCALYPSO – (Esagono Electromantic 2008)

## Libri
- Quarto di luna, Ravenna, SBC edizioni 2008, pag. 360, IBAN: 978-88-95162-73-7
- Come doveva andare secondo Roar, Ravenna, SBC edizioni 2009, pag. 212, IBAN: 978-88-63470-43-7